# François Daudet
Pour les articles homonymes, voir Daudet.
François Daudet est un pianiste français né à Lyon le 20 janvier 1965.
Premier prix de piano au Conservatoire national supérieur de musique et de danse de Paris, premier grand prix au concours international Claude Kahn en 1983, il a reçu l'enseignement de Germaine Mounier et Menahem Pressler. Il a été lauréat des concours internationaux de Colmar, Graz, Trapani, Florence, et a remporté un premier prix international au concours The Glory of Mozart.
Il se produit dans de nombreux pays d'Europe, d'Amérique et d'Asie. Ses partenaires sont Dorothée Bocquet, Natalie Chee, Virginie Robilliard, Bernard Mathern, Vinciane Béranger et David Louwerse. Il se produit parfois aussi avec sa fille Mélisande Daudet, une flûtiste. Ses enregistrements ont été plusieurs fois récompensés dans la presse spécialisée.